# Flow Country

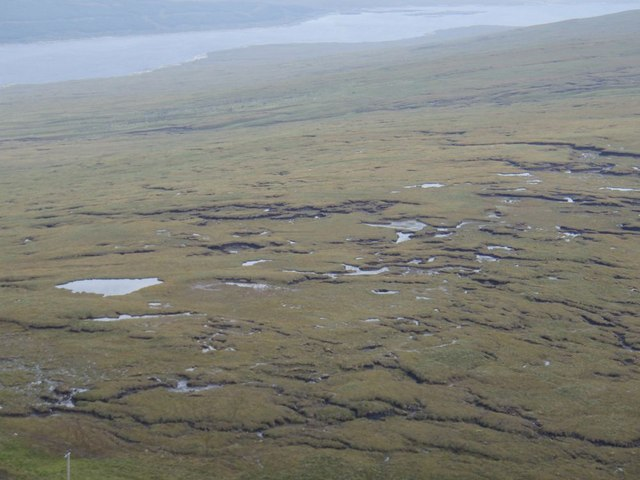
Một phần của Flow Country gần Maovally thuộc Sutherland.

Flow Country là vùng đầm lầy than bùn và vùng đất ngập nước nằm ở Caithness và Sutherland  thuộc Scotland. Nó là vùng đầm lầy lớn nhất châu Âu với diện tích lên tới 4000 km vuông (1.500 dặm vuông).
Đây là vùng đất có nhiều loài động thực vật hoang dã, là nơi sinh sản của nhiều loài chim bao gồm Choắt lớn, Dẽ trán trắng, Cắt lưng xám và Choi choi vàng châu Âu.
Các dòng chảy tại đầm lầy này bị tác động xấu khi giữa năm 1979 và 1987, nhiều cánh rừng Thông ngoại lai đã được trồng tại đây chia cắt hàng ngàn dặm của hệ thống dòng chảy trong khu vực, đầm lầy than bùn trở lên khô cằn hơn, thay đổi môi trường sống của rất nhiều loài chim và động vật hoang dã khác. Những cánh rừng này chủ yếu được trồng trên mảnh đất do Lâm trường Fountain mua lại, những người thừa nhận rằng nó sẽ hấp dẫn các nhà đầu tư giàu có về trồng trọt và họ sẽ được giảm thuế đối với tất cả thu nhập tại đây trong thời gian thuế thu nhập cá nhân ở Anh khá cao. Việc trồng trọt và rừng đã giúp giảm tỷ lệ thất nghiệp tại khu vực này nhưng vào năm 1987, Hội đồng Bảo vệ Thiên nhiên (NCC) đã đưa ra một bản báo cáo. Đảng Bảo thủ Anh nắm giữ chính quyền lúc bấy giờ quyết định giải tán NCC để thành lập một cơ quan riêng biệt tại Scotland được biết đến là Cơ quan Bảo tồn Di sản thiên nhiên Scotland. Nhưng năm 1988, Nigel Lawson (Nigel Lawson lúc bấy giờ là Bộ trưởng Tài chính nhận ra rằng việc phá vỡ thuế đã gây thiệt hại rất lớn cho những vùng hoang dã cuối cùng ở Anh và bãi bỏ các khoản cứu trợ cho lâm nghiệp. Trong những nỗ lực để khắc phục thiệt hại, Hiệp hội Bảo vệ Chim Hoàng gia Anh (RSPB) đã mua lại một khu vực trung tâm rộng lớn của Flow Country để hình thành Khu bảo tồn thiên nhiên Forsinard. 20 km vuông đã được mua lại, những cây thông non đã bị chặt với hy vọng trong 30 tới 100 năm nữa, vùng đầm lầy than bùn sẽ trở lại.
Năm 2006, khu vực này đã được đưa vào Danh sách Di sản thế giới dự kiến của UNESCO. Phong cảnh hoang sơ chủ yếu này bao gồm hàng ngàn ha đất than bùn cổ đại, và khu vực này đã bị đe dọa nghiêm trọng vào những năm 1980 và đầu những năm 1990 do trồng rừng không hợp lý, nhưng ngay trong thời gian một chiến dịch bảo tồn được gắn kết bởi RSPB đã ngăn chặn tình trạng tồi tệ nhất. Hiện nay, khu vực này đang tiến hành khôi phục.